# 미라클 코리아
《미라클 코리아》는 대한민국의 JTBC의 예능 프로그램이다. 기적과도 같은 재능을 지닌 사람부터 노력을 통해 기적을 만드는 사람들까지 제목 그대로 미라클한 사람들이 총출동하는 프로그램이다.

## 방송 시간
- 2013년 2월 11일 ~ 2013년 2월 25일 : 매주 월요일 밤 11시
- 2013년 3월 15일 ~ 2013년 5월 31일 : 매주 금요일 저녁 9시 50분